# Asteroidi troiani di Giove (campo troiano)
Segue una lista degli asteroidi troiani di Giove del cosiddetto campo troiano, i cui nomi sono cioè ispirati da partecipanti alla guerra di Troia di provenienza troiana, come narrato dalla mitologia greca. Si tratta degli asteroidi troiani orbitanti nei pressi del punto lagrangiano L5 di Giove, ovvero circa 60° indietro rispetto al gigante gassoso, sulla sua stessa orbita.
Tutti i troiani di Giove situati nel punto lagrangiano L4, per contro, sono stati intitolati a partecipanti alla guerra di Troia dalla parte greca. Le uniche eccezioni sono costituite dagli asteroidi Patroclo ed Ettore, appartenenti rispettivamente al campo troiano e al campo greco, al contrario di quanto racconta la mitologia, poiché l'attuale convenzione di nomenclatura non era ancora in uso al momento della designazione.

## Prospetto
Alla data del 31 marzo 2025 sono noti 5508 asteroidi.
Segue un prospetto non esaustivo dei troiani di Giove appartenenti al campo troiano. Oltre il numero 50000 vengono elencati solo quelli ufficialmente denominati dall'IAU.
- 617 Patroclus
- 884 Priamus
- 1172 Äneas
- 1173 Anchises
- 1208 Troilus
- 1867 Deiphobus
- 1870 Glaukos
- 1871 Astyanax
- 1872 Helenos
- 1873 Agenor
- 2207 Antenor
- 2223 Sarpedon
- 2241 Alcathous
- 2357 Phereclos
- 2363 Cebriones
- 2594 Acamas
- 2674 Pandarus
- 2893 Peiroos
- 2895 Memnon
- 3240 Laocoon
- 3317 Paris
- 3451 Mentor
- 3708 Socus
- 4348 Poulydamas
- 4707 Khryses
- 4708 Polydoros
- 4709 Ennomos
- 4715 Medesicaste
- 4722 Agelaos
- 4754 Panthoos
- 4791 Iphidamas
- 4792 Lykaon
- 4805 Asteropaios
- 4827 Dares
- 4828 Misenus
- 4829 Sergestus
- 4832 Palinurus
- 4867 Polites
- 5119 Imbrius
- 5120 Bitias
- 5130 Ilioneus
- 5144 Achates
- 5233 Nastes
- 5257 Laogonus
- 5476 Mulius
- 5511 Cloanthus
- 5637 Gyas
- 5638 Deikoon
- 5648 Axius
- 5907 Rhigmus
- 6002 Eetion
- 6443 Harpalion
- 6997 Laomedon
- 6998 Tithonus
- 7352 Hypsenor
- 7815 Dolon
- 9023 Mnesthus
- 9030 Othryoneus
- 9142 Rhesus
- 9430 Erichthonios
- (11089) 1994 CS8
- (11273) 1988 RN11
- (11275) 1988 SL3
- (11487) 1988 RG10
- (11488) 1988 RM11
- 11509 Thersilochos
- 11552 Boucolion
- 11554 Asios
- (11663) 1997 GO24
- (11869) 1989 TS2
- 11887 Echemmon
- 12052 Aretaon
- 12126 Chersidamas
- 12242 Koon
- 12444 Prothoon
- 12649 Ascanios
- 12929 Periboea
- (13402) 1999 RV165
- 15502 Hypeirochus
- 15977 Pyraechmes
- 16070 Charops
- (16428) 1988 RD12
- 16560 Daitor
- (16667) 1993 XM1
- (16956) 1998 MQ11
- (17171) 1999 NB38
- (17172) 1999 NZ41
- 17314 Aisakos
- 17365 Thymbraeus
- (17414) 1988 RN10
- (17415) 1988 RO10
- (17416) 1988 RR10
- (17417) 1988 RY10
- (17418) 1988 RT12
- (17419) 1988 RH13
- (17420) 1988 RL13
- (17421) 1988 SW1
- (17423) 1988 SK2
- (17424) 1988 SP2
- (17442) 1989 UO5
- 17492 Hippasos
- (18037) 1999 NA38
- (18046) 1999 RN116
- (18054) 1999 SW7
- (18137) 2000 OU30
- 18228 Hyperenor
- 18268 Dardanos
- 18278 Dymas
- 18281 Tros
- 18282 Ilos
- 18493 Demoleon
- (18940) 2000 QV49
- (18971) 2000 QY177
- (19018) 2000 RL100
- (19020) 2000 SC6
- (19844) 2000 ST317
- 22180 Paeon
- (22808) 1999 RU12
- (23463) 1989 TX11
- 23549 Epicles
- (23694) 1997 KZ3
- (23987) 1999 NB63
- (24018) 1999 RU134
- (24022) 1999 RA144
- (24444) 2000 OP32
- (24446) 2000 PR25
- (24448) 2000 QE42
- (24449) 2000 QL63
- 24451 Molion
- (24452) 2000 QU167
- (24453) 2000 QG173
- (24454) 2000 QF198
- (24456) 2000 RO25
- (24458) 2000 RP100
- (24459) 2000 RF103
- (24467) 2000 SS165
- (24470) 2000 SJ310
- (24471) 2000 SH313
- (24472) 2000 SY317
- (25344) 1999 RN72
- (25347) 1999 RQ116
- (25883) 2000 RD88
- 29196 Dius
- 29314 Eurydamas
- (29603) 1998 MO44
- (29976) 1999 NE9
- (29977) 1999 NH11
- (30498) 2000 QK100
- (30499) 2000 QE169
- (30504) 2000 RS80
- (30505) 2000 RW82
- (30506) 2000 RO85
- (30508) 2000 SZ130
- 30698 Hippokoon
- 30704 Phegeus
- 30705 Idaios
- 30708 Echepolos
- (30791) 1988 RY11
- (30792) 1988 RP12
- (30793) 1988 SJ3
- (30806) 1989 UP5
- (30807) 1989 UQ5
- 30942 Helicaon
- 31037 Mydon
- (31342) 1998 MU31
- 31344 Agathon
- (31806) 1999 NE11
- (31814) 1999 RW70
- (31819) 1999 RS150
- (31820) 1999 RT186
- (31821) 1999 RK225
- (32339) 2000 QA88
- (32356) 2000 QM124
- (32370) 2000 QY151
- (32396) 2000 QY213
- (32397) 2000 QL214
- (32420) 2000 RS40
- (32430) 2000 RQ83
- (32434) 2000 RW96
- (32435) 2000 RZ96
- (32437) 2000 RR97
- (32440) 2000 RC100
- (32451) 2000 SP25
- (32461) 2000 SP93
- (32464) 2000 SB132
- (32467) 2000 SL174
- (32471) 2000 SK205
- (32475) 2000 SD234
- (32478) 2000 SV289
- (32480) 2000 SG348
- (32482) 2000 ST354
- 32496 Deïopites
- (32499) 2000 YS11
- (32501) 2000 YV135
- (32513) 2001 OL31
- (32615) 2001 QU277
- 32720 Simoeisios
- 32726 Chromios
- (32794) 1989 UE5
- 32811 Apisaon
- (34298) 2000 QH159
- (34521) 2000 SA191
- (34553) 2000 SV246
- (34642) 2000 WN2
- 34746 Thoon
- (34785) 2001 RG87
- (34835) 2001 SZ249
- (36425) 2000 PM5
- (36624) 2000 QA157
- (36922) 2000 SN209
- 37519 Amphios
- (37572) 1989 UC5
- (38257) 1999 RC13
- (39474) 1978 VC7
- (42277) 2001 SQ51
- (45822) 2000 QQ116
- (47955) 2000 QZ73
- (47956) 2000 QS103
- (47957) 2000 QN116
- (47959) 2000 QP168
- (47962) 2000 RU69
- (47963) 2000 SO56
- (47964) 2000 SG131
- (47967) 2000 SL298
- (47969) 2000 TG64
- (48249) 2001 SY345
- (48252) 2001 TL212
- (48254) 2001 UE83
- 48373 Gorgythion
- (48438) 1989 WJ2
- (48604) 1995 CV
- (48764) 1997 JJ10
- 48767 Skamander
- 52767 Ophelestes
- 55676 Klythios
- 55678 Lampos
- 55701 Ukalegon
- 55702 Thymoitos
- 58084 Hiketaon
- 58931 Palmys
- 65590 Archeptolemos
- 129137 Hippolochos
- 134329 Cycnos
- 134419 Hippothous
- 181279 Iapyx
- 181751 Phaenops
- 184280 Yperion
- 188847 Rhipeus
- 189004 Capys
- 189310 Polydamas
- 248183 Peisandros
- 382238 Euphemus